# Uplisciche

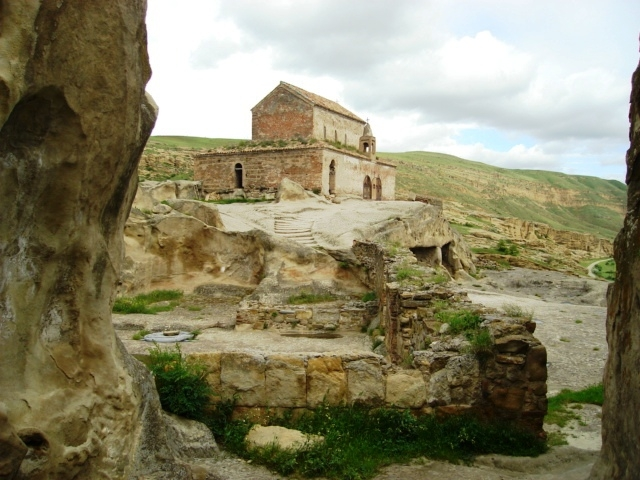
Cerkiew w centralnej części kompleksu Uplisciche

Uplisciche (gruz.: უფლისციხე) – starożytne skalne miasto we wschodniej Gruzji, około 10 km na wschód od miasta Gori, w Kartlii Wewnętrznej.
Zbudowane na lewym, skalistym i wysokim brzegu rzeki Kury. Powstanie budynków datuje się od V wieku p.n.e do późnego średniowiecza, są one mieszanką unikatowych stylów kulturowych Anatolii i Iranu, a także architektury pogańskiej i chrześcijańskiej.

## Historia
Uplisciche zostało zidentyfikowane jako jedna z najstarszych osad miejskich w Gruzji. Strategicznie ulokowane w centrum starożytnego królestwa Kartlii (lub Iberii, jak było nazywane przez antycznych autorów), funkcjonowało jako ważny ośrodek polityczny i religijny kraju.
Wraz z chrystianizacją Kartlii na początku IV wieku, Uplisciche zaczęło tracić na znaczeniu na korzyść nowych dynamicznie rozwijających się ośrodków chrześcijańskich – początkowo Mcchety, później Tbilisi. Podczas muzułmańskiego najazdu na Tbilisi w 8. i 9. stuleciu Uplisciche funkcjonowało jako główna forteca. Mongolskie najazdy w XIV wieku ostatecznie zdetronizowały miasto, które praktycznie zostało opuszczone, a odżywało jedynie jako tymczasowe schronienie podczas ataków na Gruzję.
W 2007 roku Uplisciche zostało wpisane na gruzińską listę informacyjną UNESCO – listę obiektów, które Gruzja zamierza rozpatrzyć do zgłoszenia do wpisu na listę światowego dziedzictwa UNESCO. 

## Architektura
Kompleks Uplisciche dzieli się na trzy części: południową (dolną), centralną (środkową) i północną (górną). Część środkowa, która z częścią południową połączona jest wąskim tunelem, jest największa i zawiera największą liczbę wyciętych w ścianie budynków. Wąskie drogi i czasami schody rozchodzą się promieniście z centralnej ulicy kompleksu.
Kilka nietrwałych części miasta zostało całkowicie zniszczonych podczas trzęsienia ziemi w 1920 roku.

## Galeria

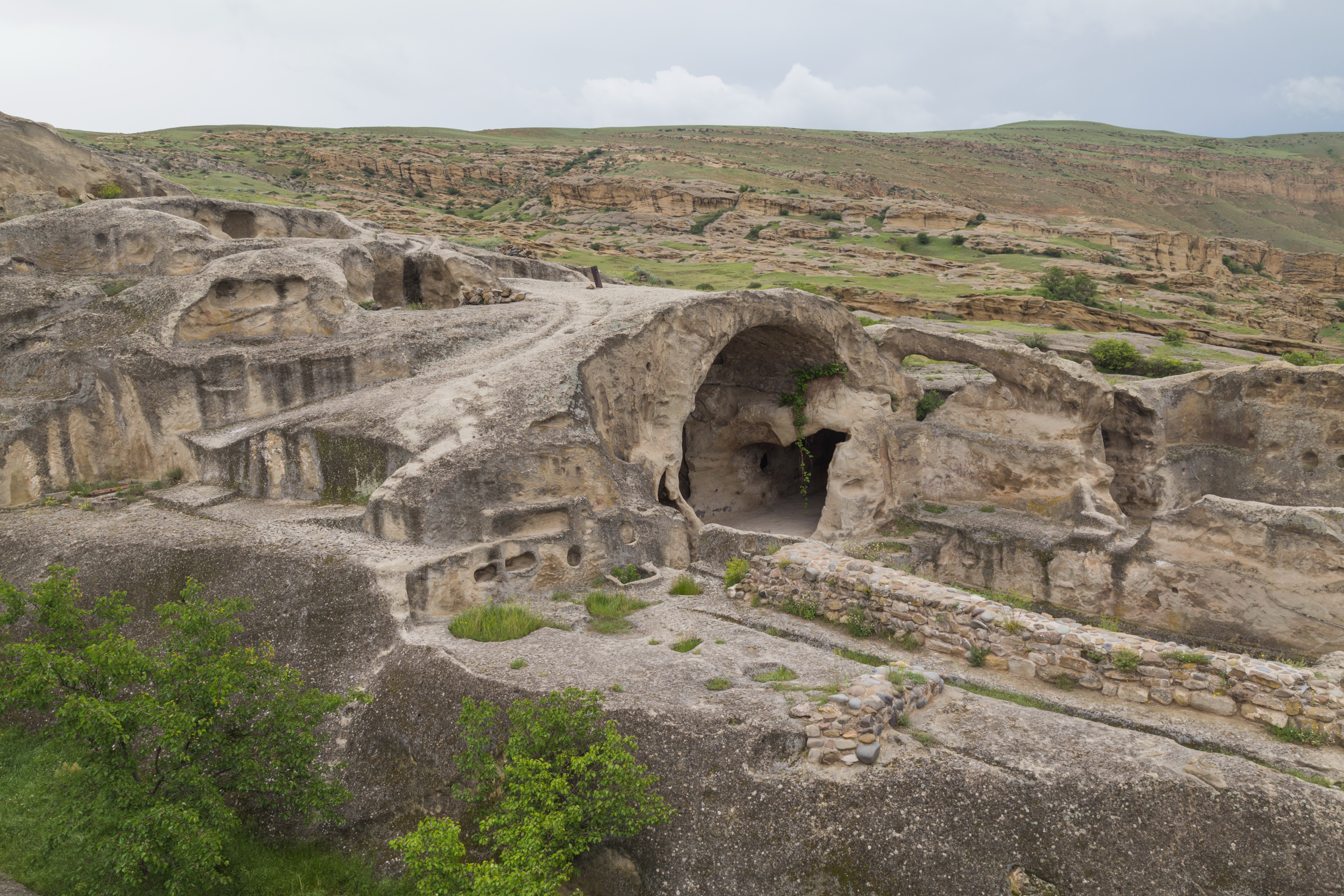
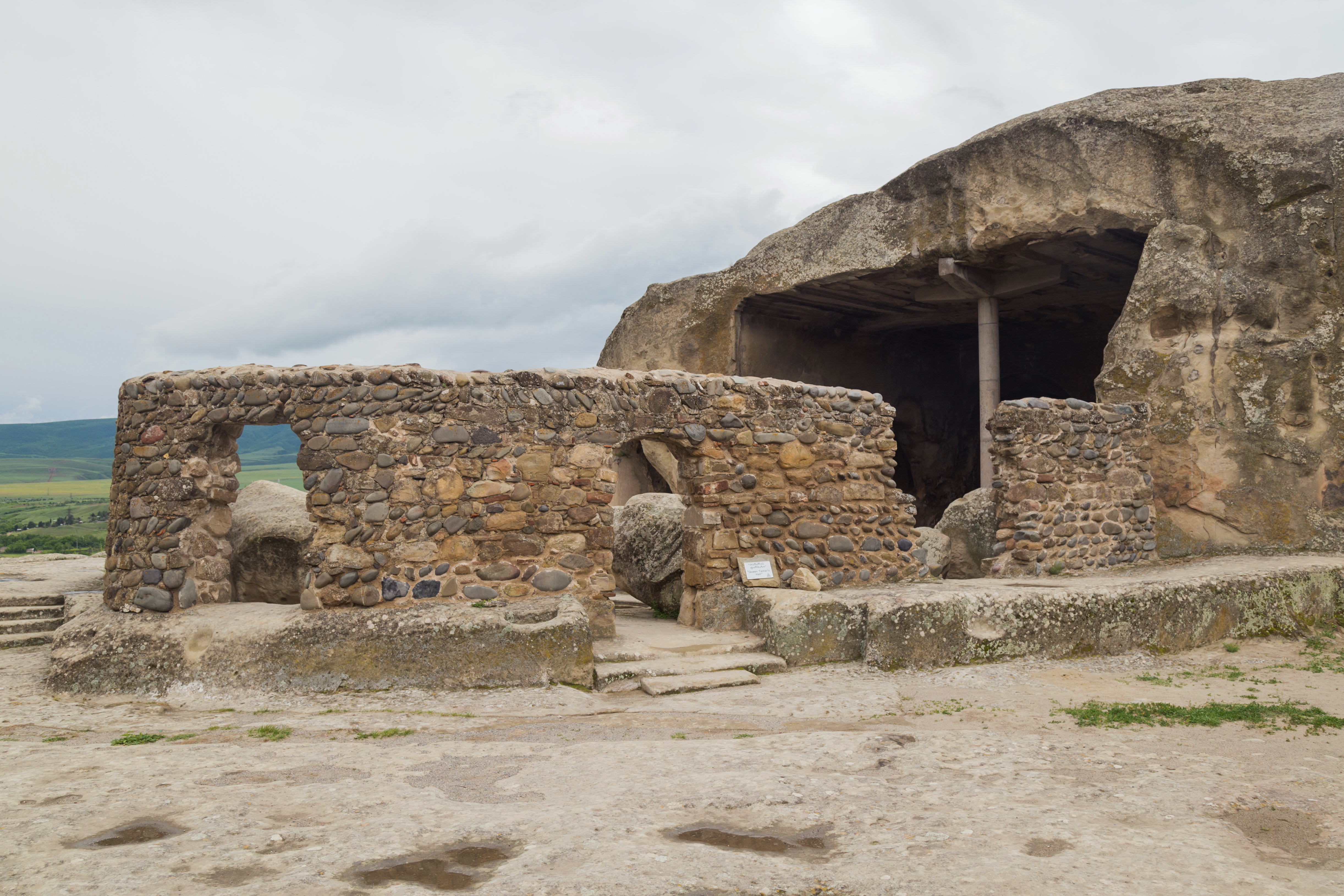
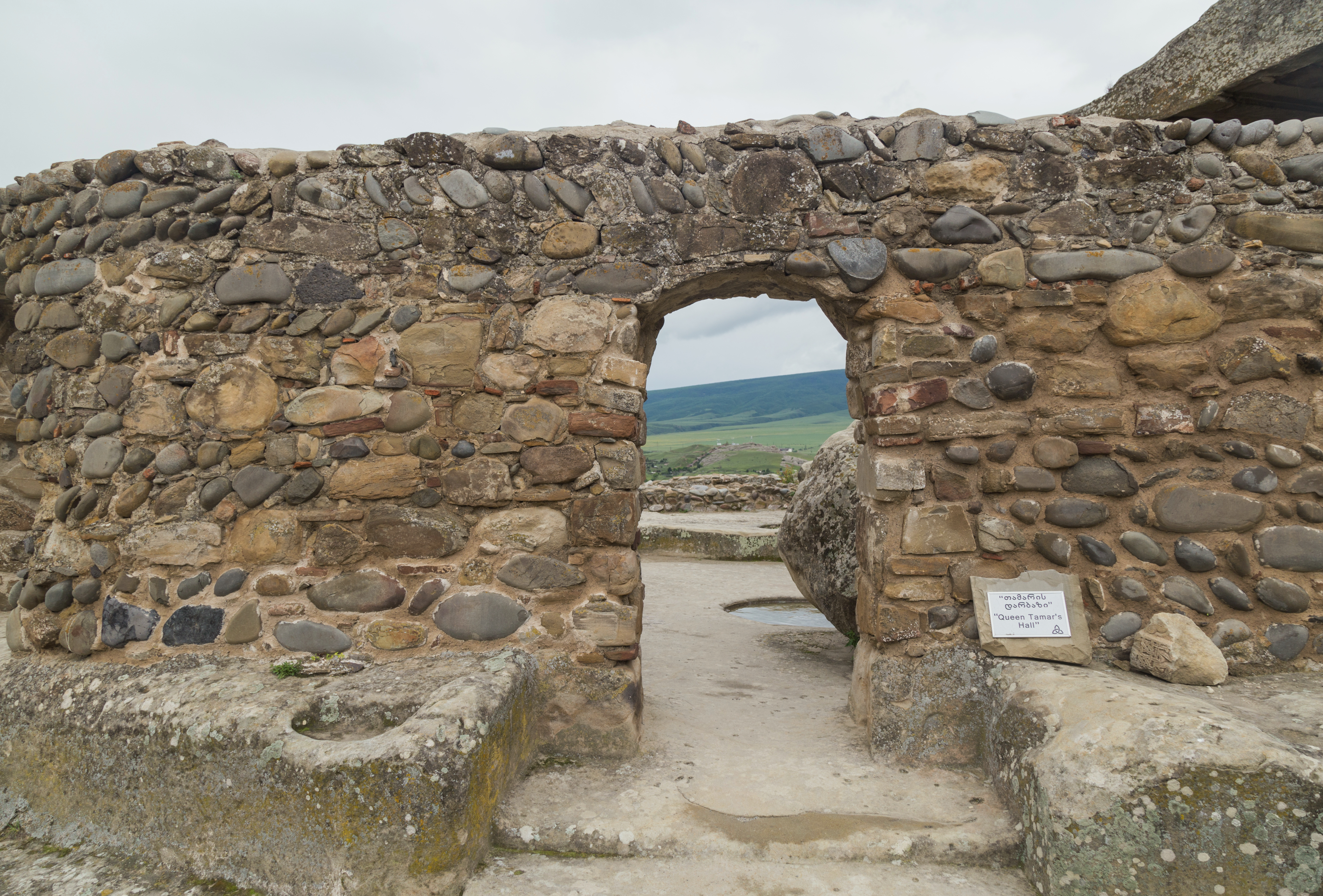
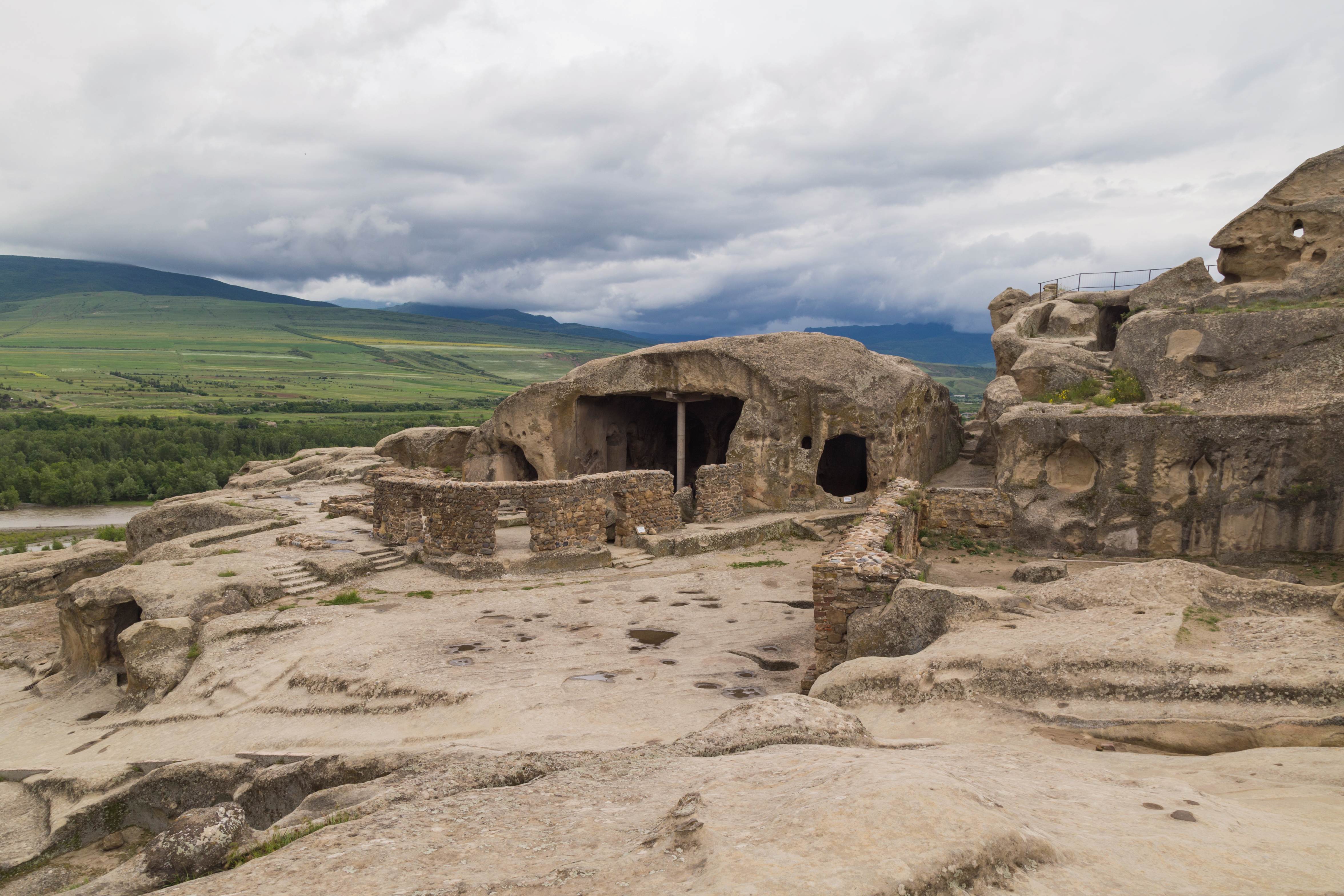
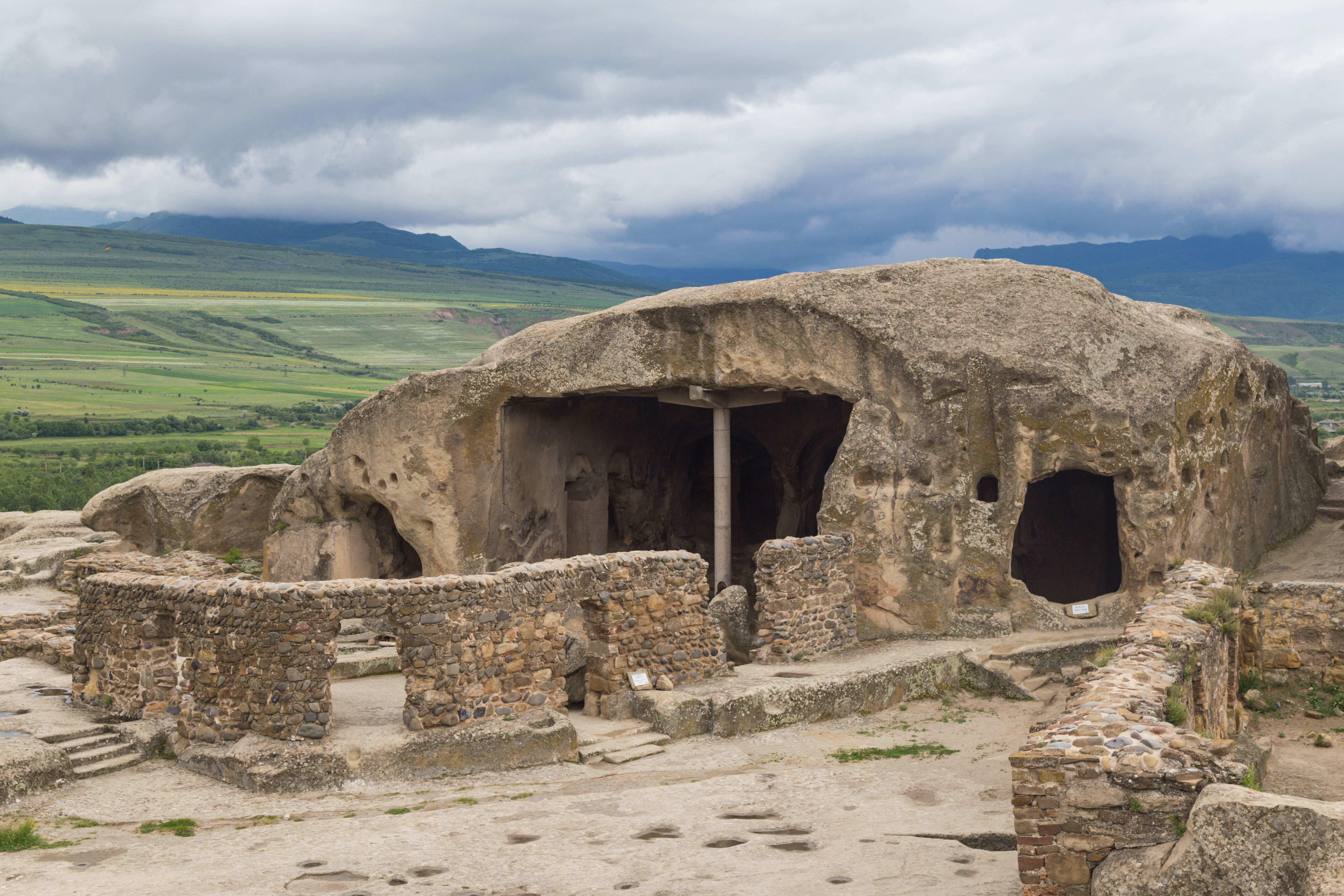
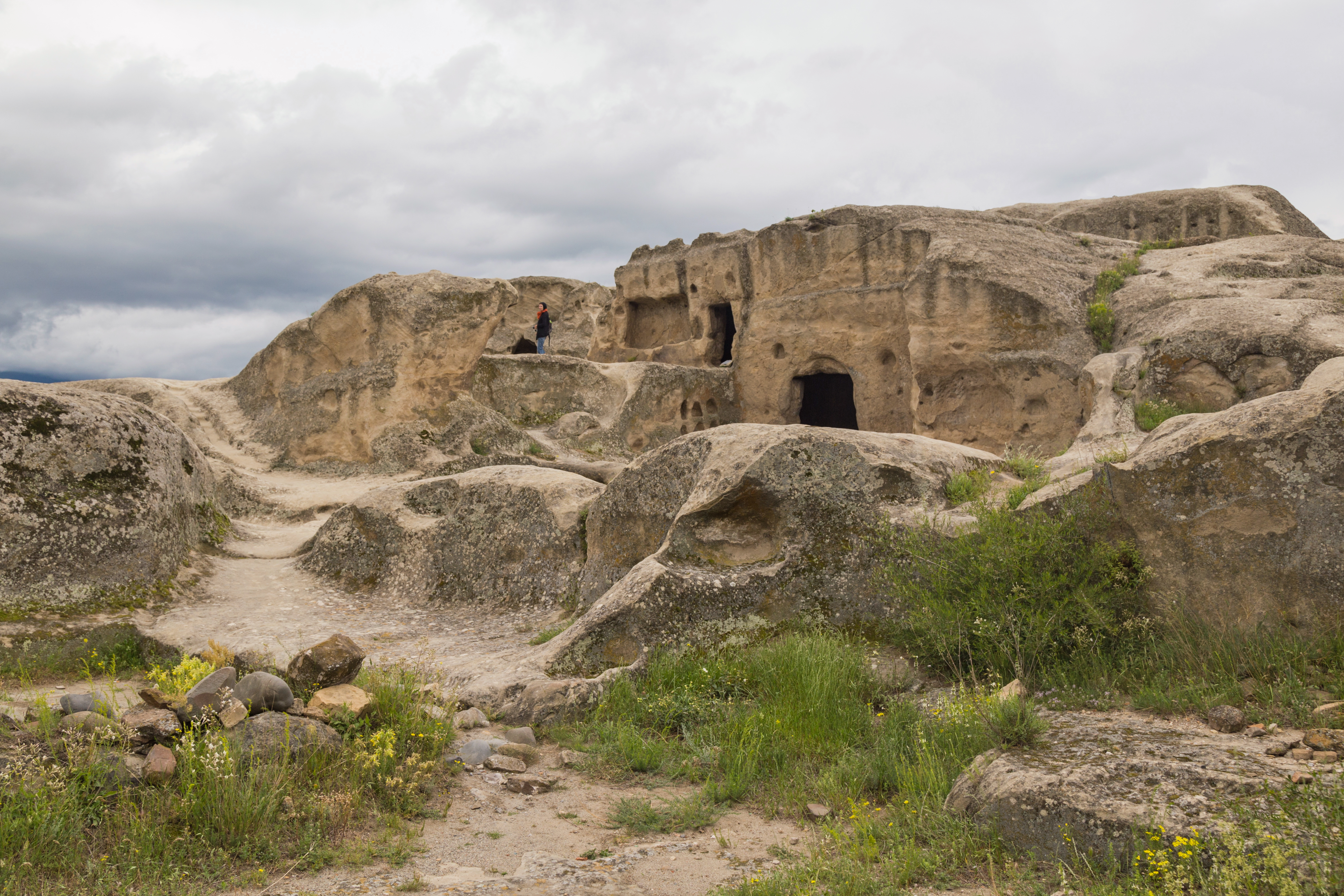
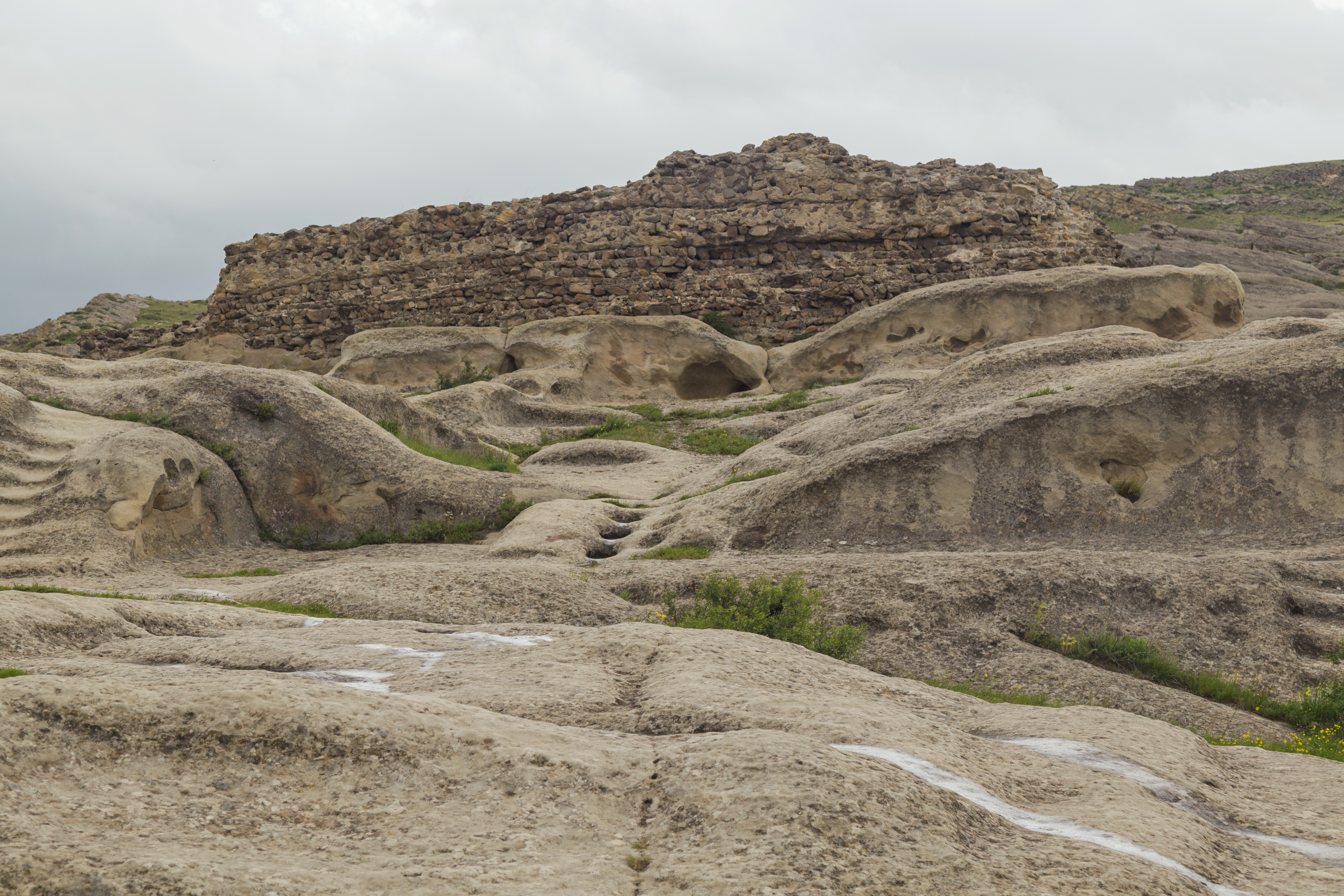
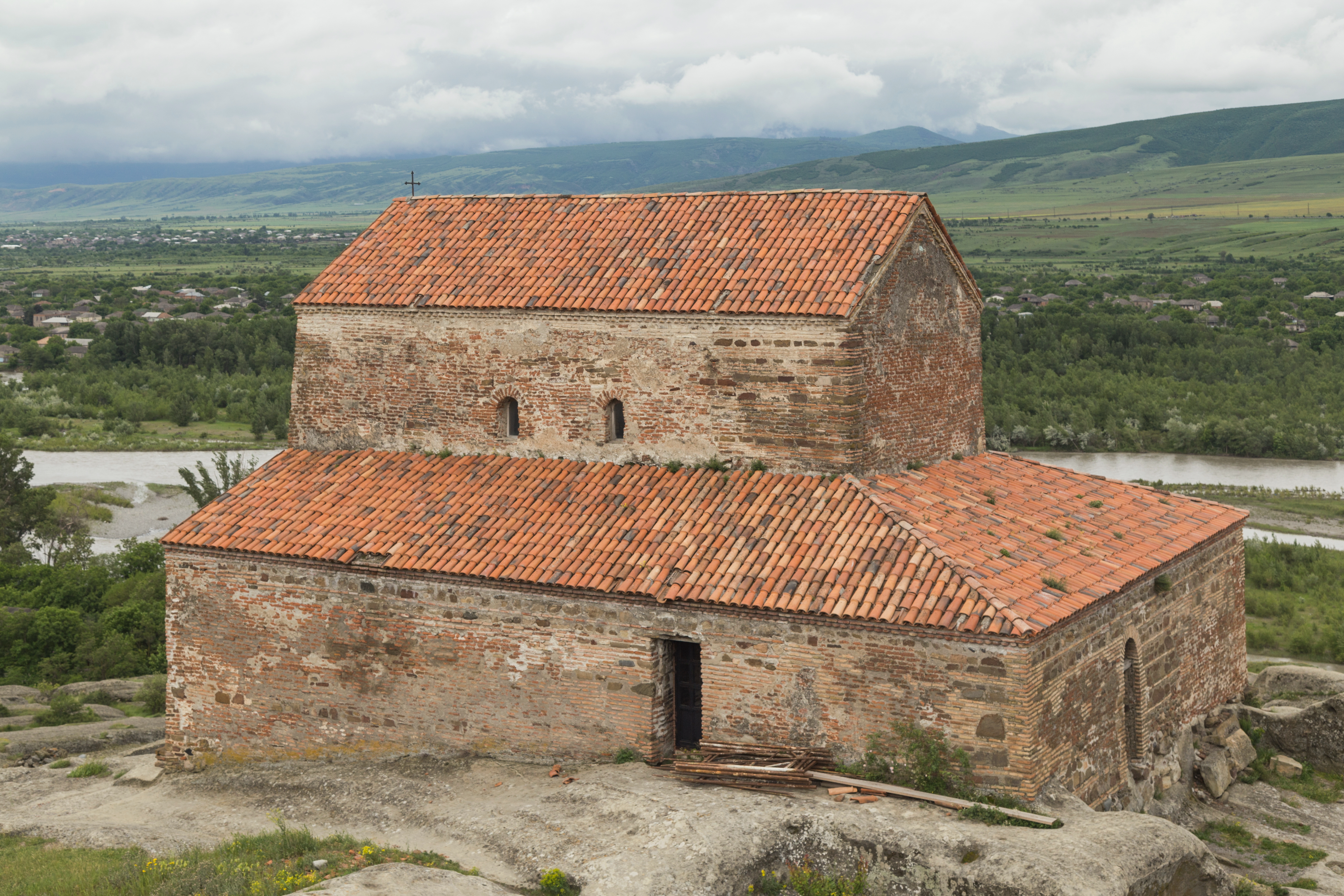